# Soldados de asalto avanzan bajo un ataque de gas
Soldados de asalto avanzan bajo un ataque de gas (en alemán, Sturmtruppe geht unter Gas vor) es un grabado en aguatinta de Otto Dix que representa unos soldados alemanes en combate durante la Primera Guerra Mundial. Es el duodécimo de la serie de cincuenta grabados titulada La Guerra, publicada en 1924. Se conservan copias en el Museo Histórico Alemán de Berlín, en el Museo de Arte Moderno de Nueva York y en el Museo de Arte de Minneapolis, entre otras colecciones públicas.

## Descripción
El grabado es casi monocromático, de formato rectangular (19,3 × 28,8 cm para el grabado, 34,8 × 47,3 cm para la hoja). El grabado representa a cinco soldados de asalto alemanes, reconocibles por sus cascos de acero, todos con máscaras antigás, avanzando hacia las líneas enemigas, mientras sufren un ataque con gas. No glorifica la guerra ni adopta poses heroicas, solo muestra la dura realidad que él mismo experimentó como combatiente.